# Eduard Iniesta i Torres
Eduard Iniesta i Torres (Barcelona, 2 de març de 1968) és un músic, compositor, guitarrista i cantant.
El seu interès musical va començar amb la música popular i la world music, però amb el temps s'ha ampliat a altres estils com el pop, el jazz i la música clàssica. Tant com a compositor, intèrpret o productor, ha explorat aquests gèneres fins a arribar al que ell anomena "síntesi", que es reflecteix als discos Trajecte Animal i La Comunitat.
Compon sovint per orquestra, a destacar l'obra El gos solitari de Mozart amb textos del poeta Joan Margarit, o Atmosferes d'exili. L'any 2016 escriu La petita casa de mi mateix encàrrec de l'Orquestra Nacional i Clàssica d'Andorra, per al segell Satélite K. Ha compartit escenaris amb Mercè Sampietro en les obres 9 maletes de Joaquim Oristrell, i Sensualitats.
El 1995 dirigeix el grup de folk laietà Lo poder del cant, que editen el disc Homònim al mateix any. Aquest treball rep el Premi al millor disc pel programa de TV3 Èxit. Ha col·laborat amb el cantant Lluís Llach al disc recopilatori Ses millors cançons amb la cançó País petit conjuntament amb el grup mallorquí Ocults. Ha rebut el Premi Enderrock de la crítica com a millor disc 2006 per Andròmines i el premi Barnasants com a millor concert 2011 per Set pecats. Com a productor, cal destacar el premi a La millor producció de l'any per al disc Marina Rossell canta Moustaki.
L'any 2022 escriu la música Odissea per la companyia de dansa Crea Dance de la coreògrafa Maria Rovira, obra que rep 3 premis Butaca.
L'any 2024 publica La Comunitat.

## Discografia
| Any  | Nom                         | Discogràfica   |
| ---- | --------------------------- | -------------- |
| 1998 | Quatre de Cors              | Tram           |
| 2004 | Òmnibus                     | Columna Musica |
| 2006 | Andròmines                  | Temps Record   |
| 2008 | Secrets Guardats            | Temps Record   |
| 2009 | Nítid                       | Temps Record   |
| 2011 | Els Set Pecats              | Temps Record   |
| 2013 | Escampa la boira            | Temps Record   |
| 2016 | La petita casa de mi mateix | Satélite K     |
| 2019 | White Hole                  | Auto-editat    |
| 2020 | Trajecte Animal             | Discmedi       |
| 2022 | Eduard Iniesta al Palau     | Discmedi       |
| 2022 | Odissea                     | Discmedi       |
| 2024 | La Comunitat                | Discmedi       |